# イザーク・レーフ・ホーフマン・フォン・ホーフマンスタール

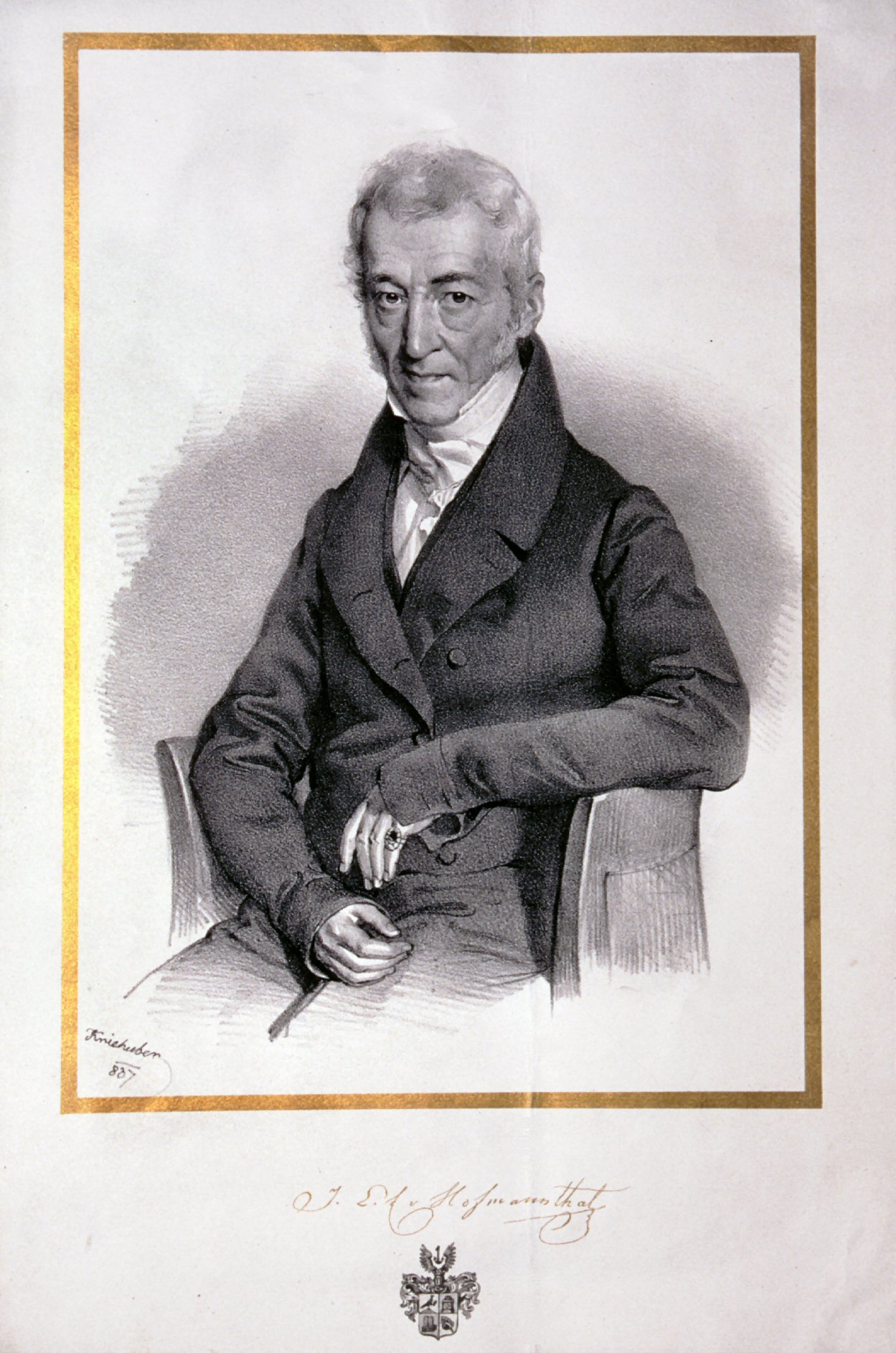
イザーク・レーフ・ホーフマン・フォン・ホーフマンスタール (1837年)

イザーク・レーフ・ホーフマン・フォン・ホーフマンスタール (Isaak Löw Hofmann, Edler von Hofmannsthal、1759年6月10日 - 1849年12月12日) は、オーストリアの商人。ボヘミア王国時代の Kladrau 近郊の村 Prostiebor (現在のチェコ共和国プルゼニ州クラドルビ近郊の村プロスチボシュ)に生まれ、ウィーンで没した。
ホーフマンの両親は、18世紀半ばにアンスバッハで起こった飢饉の間に、バイロイト近郊のプレッツェンドルフ (Pretzendorf、現在のヒンメルクロン) からボヘミアに移り住んだ。ボヘミアでの一家の生活はとても貧しかったという。ホーフマンは初歩的な教育を家庭で受けた後、13歳でプラハに赴き、ラビ Abraham Plohn のもと "bachur" (タルムードを学ぶ学生) として勉学に励んだ。
学業を終えたホーフマンはオーストリア政府にタバコを納めていたタバコ農家の Joel Baruch 家に家庭教師として入った。Baruch 家の子供たちに勉強を教えるかたわら、ホーフマンは同家の蔵書の管理も受け持っていた。1788年に Baruch がウィーンに移り同地で卸売店を開くと、ホーフマンは商売全体を取り仕切る管理人に任命された。同年にオーストリア政府からウィーンでの営業許可を得たホーフマンは "Isaak Löw Hofmann" の名前で登記を行っている。ホーフマンは Baruch の死去の折には共同事業者に指名され、1794年には "Hofmann und Löwinger" という名の農場を単独で所有している。ホーフマンは1796年には絹の生産に関心を示し、ハンガリー政府から絹の専売を許可された最初期の農場主となった (1802年)。この特権は半世紀近くホーフマン家が保有することになった。ホーフマンは息子のエマヌエルをけしかけて『養蚕入門』("Einleitung zur Seidenzucht") という小冊子を書かせており、この小冊子は1万6000部以上が発行された。ホーフマンは非常に活動的な商人であり、自身の農場をオーストリア＝ハンガリー帝国でも屈指の先導的な商店とすることに成功した。
ホーフマンはウィーン・イスラエル人コミュニティ (Israelitische Kultusgemeinde Wien) に強い関心を持っており、1806年にコミュニティの president に就任し、1812年から死去まで representative の地位にあった。1822年にはホーフマンは救貧院 ("Armenanstalt") を設立した。この救貧院は現在も運営されている。ホーフマンは多数の栄典を授かったほか、1835年にオーストリア皇帝より世襲の貴族に叙された。
ホーフマンは世紀末ウィーンを代表する作家の一人であるフーゴ・フォン・ホーフマンスタールの曽祖父にあたる。